# ماء القطران
كان ماء القطران بمثابة الدواء في طب العصور الوسطى حيث يتكون من قطران الصنوبر والماء. نظرًا إلى طبيعة مذاقه غير المستساغ بدأت شعبيته بالانخفاض، لكن أعيد إحياؤه في العصر الفيكتوري. يتم استخدامه كمنشط وبديل للتخلص من "العدوى الجلدية". قد دعا الفيلسوف جورج بيركلي (1685-1753) إلى كل من الاستخدامات وأشاد عليها في كتابه سيريس: سلسلة من التأملات والاستفسارات الفلسفية فيما يتعلق بمزايا ماء القطران (1744). مما اعتبره خبراء الطب دجلاً.

## تاريخه
لقد ذكر استخدام ماء القطران في الفصل الثاني من كتاب تشارلز ديكنز (1812-1870) التوقعات العظيمة (1861). كان غالبا ما يتم إطعام يونغ بيب وصهره السيد جو بالقوة وذلك بواسطة السيدة جو وهي الأخت الكبرى للبيب ولا يهم إن كانوا مرضى أم لا، لكنه كنوع من العقوبة القاسية.
أشاد الطبيب كادوالادر كولدن (1688-1776) بفوائد الراتنج المستخلص من أشجار الصنوبر المنقوع في الماء.حيث يسمى هذا الخليط أيضا باسم"ماء القطران".
اقترح جورج بيركلي أن يتم تحريك القطران من الصنوبر أو ألتنوب لمدة ثلاث أو أربع دقائق بكمية متساوية من الماء ويترك الخليط لمدة 48 ساعة. في هذا الوقت نقوم بأخذ المياه المنفصلة  لتكون في حالة من السكر، بمعدل نصف لتر في الليل والصباح "على معدة فارغة". و بعد ذلك تضاف المياه العذبة إلى الجزء غير المستخدم ويقلب مرة أخرى لتوفير كمية كبيرة من المستحضر حتى يصبح الخليط خفيفاً جداً.
يشيد المستكشف هنري إليس (1721-1806) بماء القطران باعتباره «الدواء الوحيد القوي الفعال والسائد» ضد داء الإسقربوط وذلك من خلال رحلته عام 1746 إلى خليج هدسون (على الرغم من أن محرره جيمس ليند، يشير إلى أن نقص الخضار والأعشاب كان السبب الرئيسي لتفشي المرض).
يُذكر أن الملازم فلوريوت الذي يعاني من الدّرن من الدرجة الثانية قد نُصح بأخذ مياه القطران لمساعدته في المحاربة ضد المرض وذلك بواسطة الجنرال سارازين في مذكرات فيدوك (1828) بقلم يوجين فرانسوا فيدوك (1775-1857).
في مقدمة مجلة رحلة إلى لشبونة (1749) حاول المؤلف الإنجليزي هنري فيلدينغ (1707-1754) لفترة وجيزة استخدام ماء القطران كدواء سحري لعلاج الانتفاخ الناتج عن تجمع الألياف: "ولكن حتى مثل هذا الدواء السحري الذي أدركه مؤخرا أحد أعظم العلماء وأفضل الرجال أنه اكتشف [...]. أعتقد أن القارئ نادراً ما يعلم أن الكاتب الذي أعنيه هو أسقف كلوين الراحل في أيرلندا واكتشاف فوائد ماء القطران". بقلم بيشوب كلوين، يشير فيلدنغ إلى الفيلسوف المذكور أعلاه جورج بيركلي.